# Shin-ai naru Mono e
 (juin 2025).
Si vous disposez d'ouvrages ou d'articles de référence ou si vous connaissez des sites web de qualité traitant du thème abordé ici, merci de compléter l'article en donnant les références utiles à sa vérifiabilité et en les liant à la section « Notes et références ».
Albums de Miyuki Nakajima
Aishiteiru to Ittekure
(1978) Okaerinasai
(1979)
Shin'ai naru Mono e (親愛なる者へ) est le cinquième album studio de Miyuki Nakajima sorti en mars 1979.
L'album est surtout connu pour la chanson "Ōkami ni Naritai", qui a été l'un des favoris des fans et plus tard inclus sur l'album compilation Daiginjo sorti en 1996. Il a gagné une autre l'attention du public dans les années 1990, grâce à la publicité télévisée pour les boissons énergisantes Otsuka Pharmaceutical Co., qui dispose de la chanson.
Shin'ai naru Mono e a été relativement réussie lors de sa sortie, mais il n'y avait pas de single principal avant l'album est sorti. Il fait ses débuts au numéro trois sur le classement LP Oricon et a grimpé au sommet de là en avril 1979, lui fournissant le premier tache numéro une sur le classement d'album.

## Titres
Toutes les chansons écrites et composées par Miyuki Nakajima.

### Face A
Toutes les pistes arrangés par Takahiko Ishikawa (l'exception de "Taxi Driver" et "Neyuki" arrangé par Shun Fukui)
1. "Hadashi de Hashire (裸足で走れ?)" - 4:38
2. "Taxi Driver (タクシー ドライバー?)" - 6:09
3. "Doroumi no Naka kara (泥海の中から?)" - 3:01
4. "Shinjigatai mono (信じ難いもの?)" - 3:08
5. "Neyuki (根雪?)" - 6:23

### Face B
Toutes les pistes arrangés par Shun Fukui (l'exception de "Koishi no You ni" et "Ōkami ni Naritai" arrangé par Takahiko Ishikawa)
1. "Kataomoi (片想?)" - 2:34
2. "Dial 117 (ダイヤル117?)" - 4:25
3. "Koishi no You ni (小石のように?)" - 3:36
4. "Ōkami ni Naritai (狼になりたい?)" - 5:42
5. "Dangai —Shin-ai Naru Mono e (断崖—親愛なる者へ?)" - 6:48

## Personnel
- Miyuki Nakajima - Vocal principale, guitare acoustique
- Takahiko Ishikawa - Guitare acoustique, banjo
- Kiyoshi Sugimoto - Guitare acoustique
- Shigeru Suzuki - Guitare électrique
- Ken Yajima - Guitare électrique
- Graham Thumb Picking Power - Basse électrique
- Hiro Tsunoda - Batterie
- Tatsuo Hayashi - Batterie
- Nobu Saito - Percussion
- Pecker - Percussion
- Jake H. Conception - Saxophone
- Shunzo Sunahara - Flûte
- Makiko Tashiro - Claviers
- Kentaro Haneda - Claviers

## Production
- Directeur d'enregistrement : Yoshio Okujima
- Ingénieur enregistrement et mixage : Yoshihiko Kaminari
- Ingénieur remixer et mixage : Kinji Yoshino
- Ingénieur assistant : Kouji Sakakibara
- Promoteur : Yoshiki Ishikawa
- Manager : Hiroshi Kojima
- Directeur adjoint de promotion : Kunio Kaneko
- Designer : Hirofumi Arai
- Directeur artistique : Jin Tamura
- Costumière : Mihoko Kiyokawa
- Producteur : Miyuki Nakajima
- Producteur général : Genichi Kawakami

Enregistré à Epicurus et Take One Studios, des remerciements spéciaux à Kochibi